# Tiya Sircar
Tiya Sircar (ur. 16 maja 1982 w Teksasie) – amerykańska aktorka pochodzenia indyjskiego, która wystąpiła w serialach Star Wars: Rebelianci i Dobre miejsce.

## Wybrana filmografia[a]

### Filmy
| Rok  | Tytuł                                             | Rola           | Uwagi |
| ---- | ------------------------------------------------- | -------------- | ----- |
| 2007 | The Insatiable                                    | Lisa           |       |
| 2008 | Wings of Fear                                     | Amy            |       |
| 2009 | Hotel dla psów                                    | Marianne       |       |
| 2009 | Znów mam 17 lat                                   | Samantha       |       |
| 2009 | Just Peck                                         | Becca          |       |
| 2011 | To tylko seks                                     | Hostessa       |       |
| 2012 | The Domino Effect                                 | Sirisha        |       |
| 2012 | Breaking the Girls                                | Piper Sperling |       |
| 2013 | The Lost Medallion: The Adventures of Billy Stone | Mohea          |       |
| 2013 | Stażyści                                          | Neha Patel     |       |
| 2013 | Wędrówki z dinozaurami                            | Juniper (głos) |       |
| 2015 | Miss India America                                | Lily Prasad    |       |
| 2019 | Good Sam                                          | Kate Bradley   |       |
| 2022 | A Gingerbread Christmas                           | Hazel Stanley  |       |
| 2023 | Randka, bez odbioru                               | Patti          |       |
| 2023 | Maximum Truth                                     | Amy Klort      |       |

### Seriale
| Rok       | Tytuł                            | Rola                    | Uwagi               |
| --------- | -------------------------------- | ----------------------- | ------------------- |
| 2008      | Greek                            | Emma                    | 2 odc.              |
| 2008–2009 | Suite Life: Nie ma to jak statek | Padma                   | 2 odc.              |
| 2010      | Pamiętniki wampirów              | Aimee Bradley           | 3 odc.              |
| 2013      | Czarownice z East Endu           | Amy Matthews            | 4 odc.              |
| 2014      | The Crazy Ones                   | Allie                   | 3 odc.              |
| 2014–2018 | Star Wars: Rebelianci            | Sabine Wren (głos)      | gł. obsada; 64 odc. |
| 2016–2020 | Dobre miejsce                    | Vicky                   | 18 odc.             |
| 2017      | Master of None                   | Priya                   | 2 odc.              |
| 2017–2018 | Star Wars: Forces of Destiny     | Sabine Wren (głos)      | gł. obsada; 6 odc.  |
| 2017–2019 | Mustang: Duch wolności           | Miss Flores (głos)      | gł. obsada          |
| 2018      | Alex, Inc                        | Arunima 'Rooni' Schuman | gł. obsada; 10 odc. |
| 2018      | Supergirl                        | Fiona Byrne             | 2 odc.              |
| 2019–2022 | Liga Młodych                     | różne głosy             | 5 odc.              |
| 2020      | The Fugitive                     | Pritti                  | gł. obsada; 14 odc. |
| 2021      | Guilty Party                     | Fiona                   | gł. obsada; 10 odc. |
| 2021–2022 | Mira - nadworna detektyw         | różne role              | 6 odc.              |
| 2022      | Afterparty                       | Jennifer #1             | 8 odc.              |